# Muzykologia

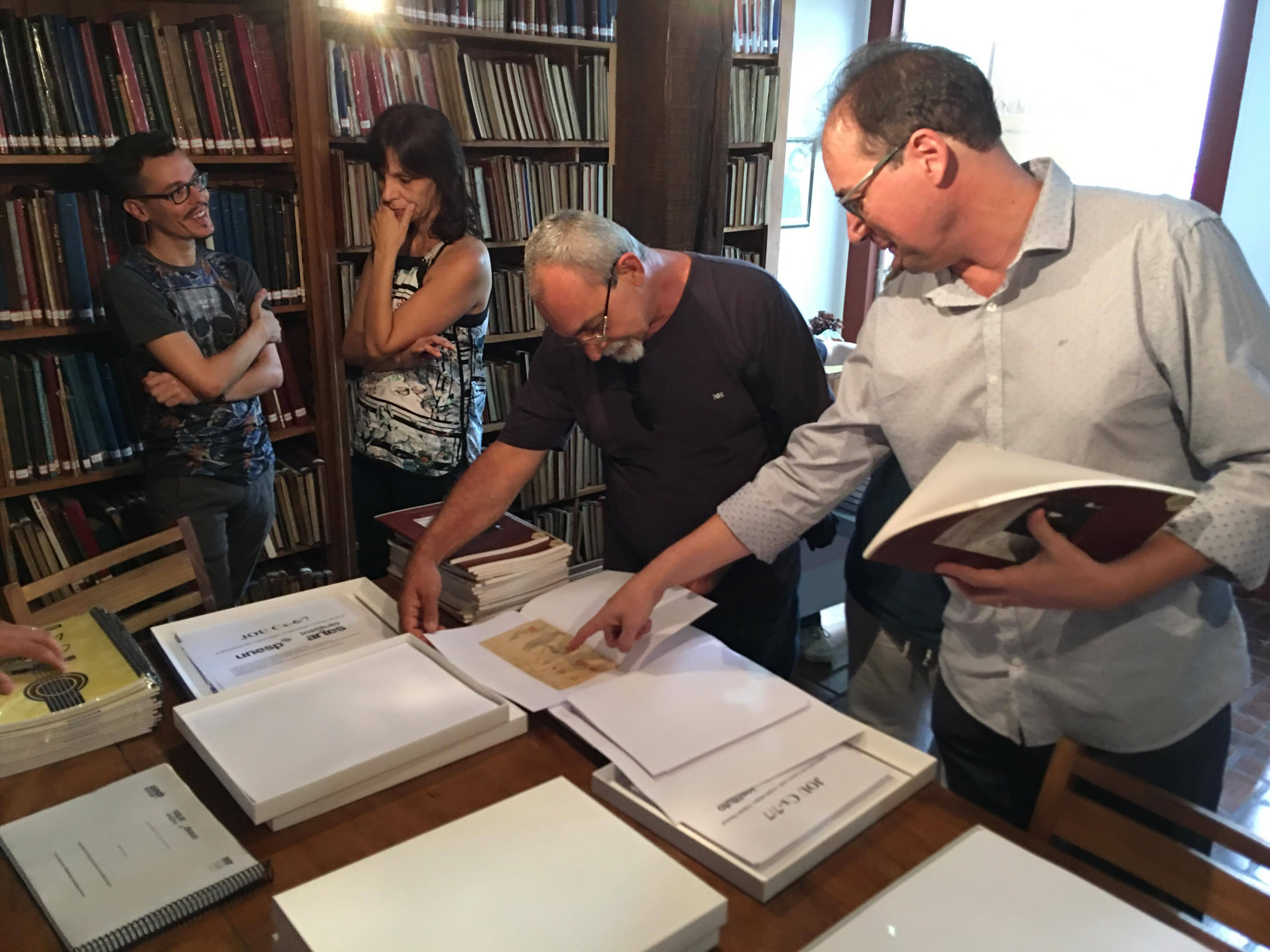
Fundacja Centrum Informacji Muzykologicznej José Marii Nevesa

Muzykologia (z gr.) – nauka humanistyczna, której przedmiotem jest muzyka we wszystkich swych aspektach.

## Dyscypliny
Wyróżnia się następujące działy muzykologii:
- historia muzyki,
- etnografia (etnologia) muzyczna, etnomuzykologia,
- teoria muzyki (muzykologia systematyczna),
  - teoria elementów konstrukcji dzieła muzycznego,
- akustyka,
- fizjologia muzyki,
- psychologia muzyki,
- estetyka,
- filozofia muzyki,
- socjologia muzyki,
- instrumentologia (organolologia),
- instrumentoznawstwo (nauka o instrumentach muzycznych).

## Dzieje
Teoria muzyki była uprawiana w starożytności w Chinach, Egipcie, Grecji (pitagorejczycy, Platon, Arystoteles), a także w średniowieczu (św. Augustyn, Boecjusz, Awicenna), kiedy wchodziła w skład siedmiu sztuk wyzwolonych.
Jej początki jako dyscypliny uniwersyteckiej kształtowały się w latach 80. i 90. XIX wieku. Koncepcyjne założenia dyscypliny ufundował austriacki uczony, prof. Guido Adler, który pierwszy (w 1885 roku) dokonał systematyki tej dziedziny wiedzy. Od czasów Adlera zwykło się dzielić muzykologię na trzy zasadnicze działy: historyczny (historia muzyki), systematyczny (szeroko rozumiana teoria muzyki, w tym estetyka, psychologia i socjologia muzyczna) i porównawczy (dziś – etnomuzykologia i antropologia muzyczna). Przedmiotem zainteresowań badawczych Adlera była przede wszystkim historia muzyki i badania nad stylem muzycznym. Drugim badaczem, który położył podwaliny pod nowocześnie rozumianą muzykologię był niemiecki uczony Hugo Riemann. Jego działalność naukowa wiąże się przede wszystkim z teorią muzyki (nauka harmonii, nauka o składni muzycznej, nauka o muzycznych formach).

## Muzykologia w Polsce
Na uniwersytetach znajdujących się obecnie lub w przeszłości na ziemiach polskich muzykologia powstała stosunkowo wcześnie, bo u progu drugiej dekady XX wieku: we Wrocławiu (1910, prof. Otto Kinkeldey), Krakowie (1911, prof. Zdzisław Jachimecki) oraz we Lwowie (1912, prof. Adolf Chybiński).
W Polsce muzykologię można studiować na 6 uczelniach. Studia na wydziałach historycznych oferują Uniwersytet Warszawski, Uniwersytet Jagielloński, Uniwersytet Wrocławski, Uniwersytet im. Adama Mickiewicza w Poznaniu, natomiast na wydziale teologicznym Uniwersytet Opolski, a na wydziale nauk humanistycznych Katolicki Uniwersytet Lubelski Jana Pawła II.